# 70ª Divisione fucilieri motorizzata
La 70ª Divisione fucilieri motorizzata (in russo 70-я мотострелковая дивизия?, 70-ja motostrelkovaja divizija) è un'unità di fanteria meccanizzata delle Forze terrestri russe, subordinata alla 18ª Armata combinata del Distretto militare meridionale.

## Storia
La divisione è stata costituita durante all'inizio del 2023 come parte della nuova 18ª Armata combinata, formata in Crimea dalla fusione del 22º e del 40º Corpo d'armata. Il 28º Reggimento è stato formato nell'oblast' di Volgograd. A partire dall'estate del 2023 la divisione è stata schierata sulla sponda meridionale del Dnepr, dove nei mesi successivi ha affrontato le incursioni ucraine presso il villaggio di Krynky, subendo numerose perdite nei propri reparti meccanizzati. In particolare il 9 ottobre e il 27 novembre sono morti in combattimento il comandante del 26º Reggimento e un comandante di battaglione del 17º Reggimento corazzato, tenenti colonnello Igor Meškov e Stanislav Kljukin.
Alla fine di dicembre 2024 un attacco missilistico ucraino ha colpito il quartier generale del 24º Reggimento, uccidendo 9 ufficiali fra cui il capo di stato maggiore, tenente colonnello Ščerbakov, e il capo dell'intelligence, capitano Adrachmanov. I soldati del reggimento si sono inoltre pubblicamente lamentati con il proprio comandante di inviarli in missione senza ricognizione, supporto e rifornimenti.

## Struttura
- Comando di divisione
- 24º Reggimento fucilieri motorizzato (unità militare 12266)
  - 1º Battaglione fucilieri motorizzato
  - 2º Battaglione fucilieri motorizzato
  - 3º Battaglione fucilieri motorizzato
  - Battaglione corazzato
  - Battaglione artiglieria
  - Unità di supporto
- 26º Reggimento fucilieri motorizzato (unità militare 12267)
  - 1º Battaglione fucilieri motorizzato
  - 2º Battaglione fucilieri motorizzato
  - 3º Battaglione fucilieri motorizzato
  - Battaglione corazzato
  - Battaglione artiglieria
  - Unità di supporto
- 28º Reggimento fucilieri motorizzato (unità militare 12269)
  - 1º Battaglione fucilieri motorizzato
  - 2º Battaglione fucilieri motorizzato
  - 3º Battaglione fucilieri motorizzato
  - Battaglione corazzato
  - Battaglione artiglieria
  - Unità di supporto
- 17º Reggimento corazzato (unità militare 12315)
  - 1º Battaglione corazzato
  - 2º Battaglione corazzato
  - 3º Battaglione corazzato
  - Unità di supporto
- 81º Reggimento artiglieria semovente
  - 1º Battaglione artiglieria semovente (2S19 Msta-S)
  - 2º Battaglione artiglieria semovente (2S19 Msta-S)
  - Battaglione artiglieria lanciarazzi
  - Unità di supporto
- Battaglione artiglieria missilistica contraerei
- 186º Battaglione ricognizione (unità militare 16438)
- Battaglione genio
- Battaglione comunicazioni
- Battaglione manutenzione
- Battaglione logistico
- Battaglione medico
- Compagnia comando
- Compagnia guerra elettronica
- Compagnia UAV
- Compagnia difesa NBC